# Дан солидарности са интерсекс особама
Дан солидарности са интерсекс особама, међународно је признат дан грађанске свести о интерсексуалности, који је осмишљен у циљу истицања питања са којима се суочавају интерсексуалци. Обележава се 8. новембра, на рођендан Херкулина Барбина, интерсексуалне особе из Француске, чије је мемоаре касније објавио Мишел Фуко у књизи Herculine Barbin: Being the Recently Discovered Memoirs of a Nineteenth-century French Hermaphrodite.

## Историја
Дан солидарности са интерсекс особама је почео да се обележава 8. новембра 2005. године, након позива који је упутила Жоел-Сирсе Лараме, тадашња канадска представница организације Intersex International. Организација је позвала организације, групе и појединце да покажу солидарност обележавајући овај дан кроз разговор о животу Херкулина Барбина или дискусијама о интерсексуалном гениталном сакаћењу, "насиљу бинарног пола и родног система" или "сексизму унутар бинарног конструкта пола и рода“.

## Обележавање
Дан свести о интерсексуалним особама се обележава 26. октобра, али се више слави у земљама енглеског говорног подручја, посебно у Северној Америци. За разлику од тога Дан солидарности са интерсекс особама обележен је углавном у Европи. Неке земље, попут Аустралије и Јужноафричке Републике, обележавају оба догађаја и дане између њих славе као „14 дана интерсекса“.

## Значајно обележавање
Парламент Новог Јужног Велса је 2012. године признао овај дан. Линда Бурни, посланица у законодавној скупштини, такође је похвалила организацију Intersex International Australia у оквиру програма тог дана.
Литературхаус Салцбург у Аустрији, место је одржавања догађаја Дана солидарности са интерсекс особама у 2014. години. Сличан догађај одржан је на Универзитету у Салцбургу 2013.  На овај дан, OII Europe је 2016. године покренула нову веб страницу о видљивости интерсекса, InterVisibility.eu, са материјалом о интерсексуалности на 23 европска језика.